# مارسل شلوسر
مارسل شلوسر (انگلیسی: Marcel Schlosser؛ زادهٔ ۸ اوت ۱۹۸۷) بازیکن فوتبال اهل آلمان است.
از باشگاه‌هایی که در آن بازی کرده‌است می‌توان به باشگاه فوتبال کارل زایس ینا، باشگاه فوتبال کمنیتس، و باشگاه فوتبال ماگدبورگ ۱ اشاره کرد.